# Muerte en Venecia (ópera)
Muerte en Venecia (título original en inglés, Death in Venice) es una ópera en dos actos con música de Benjamin Britten y libreto en inglés de Myfanwy Piper, basado en la novela La muerte en Venecia, de Thomas Mann. Se estrenó en Snape Maltings cerca de Aldeburgh (Inglaterra) el 16 de junio de 1973.

## Orígenes
Britten quería escribir una ópera sobre el tema desde hacía años, y empezó a trabajar en septiembre de 1970 con aproximaciones a Piper y a Golo Mann, hijo del autor. Debido a acuerdos entre Warner Brothers y los herederos de Thomas Mann para la producción de la película de Luchino Visconti, Muerte en Venecia, aconsejaron a Britten no ver la película cuando se estrenase. Según Colin Graham, director de la primera producción de la ópera, algunos colegas del compositor que vieron la película encontraron la relación entre Tadzio y Aschenbach "demasiado sentimental y salaz".  Esto contribuyó a la decisión de que Tadzio y su familia y amigos fueran retratados como bailarines que no hablaban. Ian Bostridge ha considerado que algunos temas en la obra son "formalismo en arte y la arriesgada dignidad del artista aclamado".
La mordaz partitura estuvo marcada por algunos evocadores paisajes sonoros de "ambigua Venecia". El muchacho Tadzio está representado por un bailarín mudo, con un acompañamiento de percusión semejante al gamelán. La música de la ópera es precisa, directa y conmovedoramente sobria.

## Cronología
Fue compuesta para el tenor Peter Pears, pareja y compañero de vida del compositor, quien personificó al anciano Aschenbach mientras que el joven Tadzio está interpretado por un bailarín.
- Estreno mundial 16 de junio de 1973, Snape Maltings Hall[7] y luego  estrenada en Covent Garden en octubre de 1973
- Estreno en Metropolitan Opera House en 1974 con Peter Pears y en 1994 en nueva producción de Colin Graham con Anthony Rolfe-Johnson
- Estreno sudamericano fue en el Teatro Colón (Buenos Aires) en noviembre del 2004.
- En Barcelona en el 2008 con la producción de Willy Decker, repuesta en Madrid en 2014.

## Personajes
| Personaje                                                                                           | Tesitura    | Reparto del estreno, 16 de junio de 1973 (Director: Steuart Bedford) |
| --------------------------------------------------------------------------------------------------- | ----------- | -------------------------------------------------------------------- |
| Gustav von Aschenbach, turista alemán                                                               | Tenor       | Peter Pears                                                          |
| Viajero/ Petimetre viejo/ Viejo gondolero/ Gerente del hotel/ Barbero/ Primer actor/ Voz de Dioniso | Barítono    | John Shirley-Quirk                                                   |
| Tadzio                                                                                              | (Bailarín)  | Robert Huguenin                                                      |
| La madre polaca                                                                                     | (Bailarina) | Deanne Bergsma                                                       |
| Voz de Apolo                                                                                        | Contratenor | James Bowman                                                         |
| Portero del hotel                                                                                   | Tenor       | Thomas Edmondson                                                     |
| Camarero del hotel                                                                                  | Bajo        |                                                                      |
| Madre rusa                                                                                          | Soprano     | Alexandra Browning                                                   |
| Vendedora de fresas                                                                                 | Soprano     | Iris Saunders                                                        |
| Vendedora de encajes                                                                                | Soprano     | Sheila Brand                                                         |
| Vendedora de periódicos                                                                             | Soprano     | Anne Wilkens                                                         |
| Cristalero                                                                                          | Tenor       |                                                                      |
| Intérprete callejero                                                                                | Tenor       |                                                                      |
| Intérprete callejero                                                                                | Soprano     |                                                                      |
| Oficinista inglés                                                                                   | Barítono    | Peter Leeming                                                        |
| Coro - viajeros, trabajadores y bailarines                                                          |             |                                                                      |

## Argumento
Lugares: Venecia y Múnich
Tiempo: 1911

### Acto I
Escena 1: Múnich
Aschenbach, un famoso novelista alemán, abre la ópera lamentándose de su pérdida de inspiración artística. Ve a un viajero ("que parece de más allá de los Alpes") y, atraído por la naturaleza exótica y extraña de tierras extranjeras, se ve impulsado a viajar al sur confiando en refrescar su imaginación artística.
Escena 2: En el barco a Venecia
Obertura: Venecia
Escena 3: El viaje al Lido
Aschenbach contempla su llegada en góndola a la ciudad (¿Qué me espera a mi allí, ambigua Venecia, donde el agua está casada con la piedra, y la pasión confunde los sentidos?). Pretende ir al Schiavone, pero el viejo gondolero lo lleva al Lido. 
Escena 4: La primera tarde en el hotel
A la hora de cenar, Aschenbach ve a los otros huéspedes pasar. Le llama la atención un joven polaco, Tadzio, en quien ve una belleza poco natural (Seguramente el alma de Grecia; Queda en tan brillante perfección; ...Niño mortal con gracia más que mortal). 
Escena 5: En la playa
Leyendo en la playa, Aschenbach observa a Tadzio jugando en la arena. Obtiene triste satisfacción del descubrimiento de que Tadzio tiene fallos: como polaco, odia a los huéspedes rusos (Es humano después de todo. Hay un lado oscuro incluso en la perfección. Me gusta eso.).
Escena 6: La partida frustrada
Caminando entre la basura de las calles y oliendo la hedionda agua de los canales, Aschenbach se siente asqueado y decide irse de Venecia. De vuelta al hotel, el director lamenta la marcha de Aschenbach. Al llegar a la estación, Aschenbach encuentra que han mandado su equipaje en el tren equivocado y se da cuenta de que al ver de nuevo a Tadzio no desea irse.
Escena 7: Los juegos de Apolo
Aschenbach se sienta en una silla en la playa del Lido, mirando cómo juegan Tadzio y sus amigos. Los pensamientos de Aschenbach (transmitidos por el coro) se van hacia los dioses Fedra, Apolo y Jacinto, sus acciones reflejadas en las de Tadzio. Aschenbach se da cuenta de la verdad Yo - Te quiero.

### Acto II
Aschenbach decide aceptar sus sentimientos por el chico por lo que es (ridículo, pero también sagrado y no, no deshonroso, incluso en estas circunstancias.)
Escena 8: La tienda del barbero (i)
El barbero del hotel habla a Aschenbach de la epidemia en Venecia.
Escena 9: La persecución
La familia polaca aparece y Aschenbach decide que no deben descubrir el brote de cólera por miedo a que se marchen. Aschenbach sigue a la familia a un café, donde la madre lo descubre y se interpone entre Aschenbach y su hijo. La familia se marcha a San Marcos, con Aschenbach aún siguiéndolos en la distancia.
Escena 10: Los jugadores
Escena 11: El Bureau de viaje
Escena 12: La dama de las perlas
Aschenbach decide advertir a la madre de Tadzio del peligro que supone la enfermedad, pero no llega a hacerlo. 
Escena 13: El sueño
Aschenbach sueña con los dioses Apolo y Dioniso, quienes defienden sus respectivos puntos de vista sobre la razón y la belleza hacia el caos y el éxtasis. Apolo es superado y deja a Dioniso bailando salvajemente. 
Escena 14: La playa vacía
Aschenbach ve a Tadzio y sus amigos jugando en la playa; pronto se marchan.
Escena 15: La barbería del hotel (ii)
El barbero le tiñe el pelo a Aschenbach, alabando las virtudes de la apariencia juvenil.
Escena 16: La última visita a Venecia
Aschenbach se sube a una góndola para ir a Venecia y canta su belleza. Al ver a la familia polaca, Aschenbach los sigue distraídamente. Tadzio se aparta de su familia y espera a Aschenbach, quien se vuelve cuando el muchacho lo mira a él directamente. Aschenbach se sienta, cansado y enfermo, y amargamente se burla de sí mismo (Disciplina tu fuerza... Todo locura, todo pretensión). Recita una paráfrasis del diálogo de Platón entre el viejo filósofo Sócrates y el joven Fedro, poniendo su voz tanto al hombre como al niño.
Escena 17: La partida
El director del hotel y un portero están organizando la partida de los últimos huéspedes, la familia polaca entre ellos. Aschenbach se sienta en la playa desierta donde están jugando Tadzio y otro chico, Jaschiu. Aschenbach se levanta para ayudar a Tadzio, pero está demasiado débil. Jaschiu y los otros niños se alejan, dejando a Tadzio en la playa a solas con Aschenbach. Tadzio reconoce a Aschenbach, pero éste se derrumba en su silla. Tadzio sigue caminando a lo lejos, hacia el mar.

## Discografía
Hay una grabación histórica según La discoteca ideal de la ópera, de Roger Alier y otros, la de Steuart Bedford con Peter Pears (Gustav von Aschenbach), John Shirley-Quirk (El Viajero), James Bowman (Voz de Apolo). Orquesta de Cámara Inglesa (1974). Decca

Otras grabaciones:
- Britten: Death In Venice / Jenkins,[9] Tear, Opie[10] et. al'
- Britten: Death In Venice / Hickox, Chance, Langridge
- Britten: Death in Venice / Alejo Pérez,[11] Willy Decker, John Kaszack. Teatro Real. Madrid. DVD. 2015.